# Тунгуш
Тунгуш (каз. Тұңғыш) — упразднённое село в Бурлинском районе Западно-Казахстанской области Казахстана. Являлось административным центром Тунгушского сельского округа. Ликвидировано в 2004 году.

## История
Упразднено в 2004 г. в связи с переселением жителей за пределы санитарно-защитной зоны Карачаганакского нефтегазового месторождения.

## Население
В 1989 году население села составляло 850 человек. Национальный состав: казахи. По данным переписи 1999 года, в селе проживало 780 человек (383 мужчины и 397 женщин).